# Chaetodipus rudinoris
Chaetodipus rudinoris és una espècie de mamífer rosegador de la família dels heteròmids. Viu a l'extrem meridional de Califòrnia (Estats Units) i la península de la Baixa Califòrnia (Mèxic). Es tracta d'un animal nocturn i solitari que s'alimenta de llavors. El seu hàbitat natural són els deserts, on viu a prop de matolls o arbres petits a la interfície entre planes sorrenques i pendents rocosos. És una espècie en risc mínim, és a dir, no sembla que hi hagi cap amenaça significativa per a la seva supervivència.